# Igor Silva (cyclisme)
Pour les articles homonymes, voir Silva.
Igor Silva, né le 22 octobre 1984 à Benguela, est un coureur cycliste angolais. Il représente sa nation dans les compétitions internationales, par exemple lors des Jeux africains.

## Palmarès et résultats

### Palmarès par année
- 2004
  -  Champion d'Angola du contre-la-montre
- 2005
  -  Champion d'Angola sur route
  -  Champion d'Angola du contre-la-montre
  - Grande Prémio 14 de Abril
- 2006
  -  Champion d'Angola du contre-la-montre
  - 2e du championnat d'Angola sur route
- 2007
  -  Champion d'Angola du contre-la-montre
- 2008
  - Grande Prémio Ensa
  - 2e du championnat d'Angola du contre-la-montre
- 2010
  -  Champion d'Angola sur route
  -  Champion d'Angola du contre-la-montre
  - Grande Prémio Maboque
  - Volta do Cacau :
    - Classent général
    - 2e, 3e (contre-la-montre) et 4e étapes

  - Troféu da Dependencia
- 2011
  -  Champion d'Angola sur route
  -  Champion d'Angola du contre-la-montre
  - 2e étape de la Volta do Cacau (contre-la-montre)
  - Grande Prémio 17 de Setembro
- 2012
  -  Champion d'Angola sur route
  -  Champion d'Angola du contre-la-montre
  - Championnat provincial de Luanda :
    - Champion du contre-la-montre par équipes
    - Champion du contre-la-montre individuel
    - Champion du critérium
    - Champion de la course en ligne

  - 1re (contre-la-montre) et 2e étapes du GP do Mineiro
  - GP Instituto de Defesa do Consumidor INADEC :
    - Classement Général
    - 1re (contre-la-montre) et 2e étapes

  - Volta do Cacau :
    - Classement Général
    - 1re (contre-la-montre), 2e et 3e étapes

  - Grande Prémio 17 de Setembro
- 2013
  -  Champion d'Angola sur route
  -  Champion d'Angola du contre-la-montre
  - Champion provincial de Luanda du contre-la-montre
  - Abertura Associaçao Provincial de Luanda :
    - Classement Général
    - 1re, 2e et 3e étapes

  - 1re étape du Grande Prémio 4 de Fevereiro
  - Grande Prémio Maboque
  - Volta do Cacau :
    - Classement Général
    - 1re, 2e, 3e (contre-la-montre) et 4e étapes
- 2014
  -  Champion d'Angola sur route
  -  Champion d'Angola du contre-la-montre
  - 2e étape du Grand Prix de la ville de Luanda
  - Volta às Terras do Café
  - Volta do Cacau :
    - Classement Général
    - 1re (contre-la-montre) et 3e étapes
- 2015
  -  Champion d'Angola sur route
  -  Champion d'Angola du contre-la-montre
  - Tour de la République démocratique du Congo :
    - Classement général
    - 1re et 3e étapes

  - Volta do Cacau :
    - Classement Général
    - 2e étape

  - Grande Prémio Orped
  - Tour d'Angola :
    - Classement général
    - 1re, 2e, 3e (contre-la-montre par équipes), 6e et 10e étapes
- 2016
  -  Champion d'Angola du contre-la-montre
  - Grande Prémio Tanaka :
    - Classement général
    - 2e et 3e étapes

  - Grande Prémio Orped
- 2017
  -  Champion d'Angola sur route
  - Grande Prémio Aniversario de Cubal
  - 2e du championnat d'Angola du contre-la-montre par équipes
  - 2e du championnat d'Angola du contre-la-montre
- 2018
  - Grande Prémio Orped :
    - Classement général
    - 1re étape

  - 3e du championnat d'Angola du contre-la-montre
  - 3e du championnat d'Angola sur route
- 2019
  - Grande Prémio Congele :
    - Classement général
    - 1re et 2e étapes

  - Grande Prémio Edilson Castro :
    - Classement général
    - 1re et 2e étapes

  - Grande Prémio Linkconnection :
    - Classement général
    - 1re étape

  - 2e du championnat d'Angola du contre-la-montre
  - 3e du Tour d'Égypte
- 2020
  - Grande Prémio Luanda
- 2021
  - 10e épreuve du Torneo Orped
- 2022
  - 1re étape du Grande Prémio Centenario Pepino
  - 2e du championnat d'Angola du contre-la-montre
- 2023
  -  Champion d'Angola sur route
  - 1re et 6e étapes du Tour d'Angola
- 2024
  -  Champion d'Angola sur route
  - 4e étape du Tour d'Angola
  - 2e du championnat d'Angola du contre-la-montre

### Classements mondiaux
| Année                                 | 2006 | 2007 | 2008 | 2009 | 2010 | 2011 | 2012 | 2013 | 2014 | 2015 | 2016 | 2017 | 2018 | 2019  | 2020 | 2021 | 2022  | 2023  | 2024 |
| ------------------------------------- | ---- | ---- | ---- | ---- | ---- | ---- | ---- | ---- | ---- | ---- | ---- | ---- | ---- | ----- | ---- | ---- | ----- | ----- | ---- |
| Classement mondial                    |      |      |      |      |      |      |      |      |      |      | nc   | nc   | nc   | 1576e | nc   | nc   | 1749e | 2155e | 825e |
| UCI Africa Tour                       | 20e  | nc   | 177e | nc   | nc   | 29e  | nc   | nc   | nc   | nc   | nc   | nc   | nc   | 93e   | nc   | nc   | 100e  | nc    | 48e  |
|                                       |      |      |      |      |      |      |      |      |      |      |      |      |      |       |      |      |       |       |      |
| Légende : nc = non classéSource : UCI |      |      |      |      |      |      |      |      |      |      |      |      |      |       |      |      |       |       |      |